# Порчиле (Потенца)
Порчиле (итал. Porcile) је насеље у Италији у округу Потенца, региону Базиликата.
Према процени из 2011. у насељу је живело 93 становника. Насеље се налази на надморској висини од 854 м.